# Стара Царичанка
Стара Царича́нка (рум. Tăriceanca-Veche; рос. Старая Царичанка; до 1941 — Богунське) — село Старокозацької сільської громади Білгород-Дністровського району Одеської області в Україні. Село розташоване на берегах річки Каплань. Населення становить 1831 осіб.

## Історія
За народними переказами село було засноване козаками Царичанської сотні Полтавського полку, які перешли на бік гетьмана Мазепи та після поразки під Полтавою 1709 року вийшли в Туреччину. Українська еміграція заклала свій табір у селі Варниця в передмісті Бендер у теренах Буджацьких татар. Після смерті Гетьмана Війська Запорозького Мазепи гетьманом вибирається генеральний писар Пилип Орлик, який очолив цю еміграцію.
На землях, підвладних сераскиру паші Бендерському, і відбувалося розселення козаків.

## Населення
Згідно з переписом 1989 року населення села становило 2230 осіб, з яких 961 чоловік та 1269 жінок.
За переписом населення 2001 року в селі мешкало 1826 осіб.

### Мова
Розподіл населення за рідною мовою за даними перепису 2001 року:
| Мова       | Відсоток |
| ---------- | -------- |
| українська | 96,5 %   |
| російська  | 1,8 %    |
| молдовська | 1,04 %   |
| болгарська | 0,44 %   |
| білоруська | 0,16 %   |

## Церковне життя
На фото-Іван Іванович Химочка, Іван Савович Химочка, Стара Царичанка, 1933, В. Богороднії храм винесення Хреста 12 пудів

## Село на картах

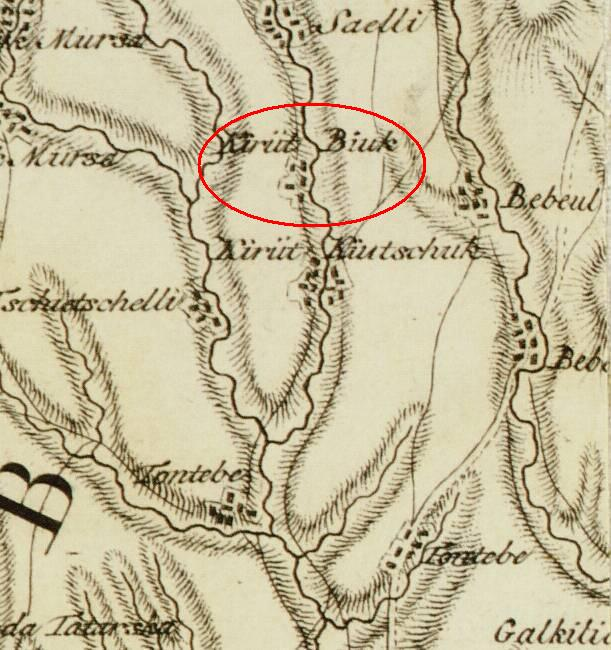
1772 рік